# Color Force (công ty)
Color Force là một hãng phim của Mỹ được thành lập vào năm 2007 bởi nhà sản xuất Nina Jacobson. Hãng phim được chú ý với việc sản xuất các bộ phim chuyển thể từ tiểu thuyết, đặc biệt là loạt phim Nhật ký chú bé nhút nhát và The Hunger Games. Color Force ký một hợp đồng sản xuất ba năm với DreamWorks vào tháng 12 năm 2006. Năm 2012, The Hunger Games thu về tổng cộng 155 triệu USD chỉ trong tuần đầu tiên ra mắt. Phần tiếp theo, The Hunger Games: Bắt lửa, đạt doanh thu 158 triệu USD trong tuần đầu phát hành, trở thành bộ phim có doanh thu cao nhất của Color Force tới cuối năm 2014.

## Danh sách phim

### Phim điện ảnh
| Tên                                        | Ngày phát hành       | Ghi chú                                                                                 | Kinh phí                             | Doanh thu        |
| ------------------------------------------ | -------------------- | --------------------------------------------------------------------------------------- | ------------------------------------ | ---------------- |
| Nhật ký chú bé nhút nhát                   | 19 tháng 3 năm 2010  | Phát hành bởi 20th Century Fox; đồng sản xuất với Dune Entertainment                    | $15 triệu USD                        | $118,182,020     |
| Nhật ký chú bé nhút nhát: Luật của Rodrick | 25 tháng 3 năm 2011  | Phát hành bởi 20th Century Fox; đồng sản xuất với Dune Entertainment                    | 21 triệu USD                         | 87,378,502 USD   |
| One Day                                    | 19 tháng 8 năm 2011  | Phát hành bởi Focus Features; đồng sản xuất với Random House Films và Film4 Productions | 15 triệu USD                         | $56,706,628 USD  |
| The Hunger Games                           | 23 tháng 3 năm 2012  | Phát hành bởi Lionsgate                                                                 | $78 triệu USD                        | $691,247,768 USD |
| Nhật ký chú bé nhút nhát: Mùa hè tuyệt vời | 3 tháng 8 năm 2012   | Phát hành bởi 20th Century Fox; đồng sản xuất với Dune Entertainment                    | 22 triệu USD                         | 77,112,176 USD   |
| The Hunger Games: Bắt lửa                  | 22 tháng 11 năm 2013 | Phát hành bởi Lionsgate                                                                 | 130 triệu USD                        | 854,355,361 USD  |
| The Hunger Games: Húng nhại – Phần 1       | 21 tháng 11 năm 2014 | Phát hành bởi Lionsgate; đồng sản xuất với Lionsgate                                    | 250 triệu USD (gộp chung với Phần 2) | —                |
| The Hunger Games: Húng nhại – Phần 2       | 20 tháng 11 năm 2015 | Phát hành bởi Lionsgate; đồng sản xuất với Lionsgate                                    | 250 triệu USD (gộp chung với Phần 1) | —                |